# Aeroporto de Belo Horizonte-Carlos Prates
O Aeroporto de Belo Horizonte / Carlos Prates foi um aeroporto no município de Belo Horizonte. Iniciou suas atividades em janeiro de 1944, a fim de atender ao Aeroclube do Estado de Minas Gerais, fundado em 6 de novembro de 1936 no Aeroporto da Pampulha. A finalidade do aeroclube sempre foi formar quadros para a aviação civil e militar.
O Aeroporto Carlos Prates tinha vocação para atender os voos não-regulares das empresas de Táxi Aéreo, da Aviação Geral, aeronaves de instrução de voo ( formação de pilotos ) e da aviação de asa rotativa (helicópteros). O Aeroporto dispunha de empresas de manutenção, hangaragem e construção de aeronaves (ultraleves avançado).
O Aeroporto Carlos Prates, que apesar de ter o nome de um bairro vizinho, estava localizado à Rua Ocidente, nº 100 no bairro Padre Eustáquio, aproximadamente a 6 km a noroeste do centro da cidade de Belo Horizonte – MG.
Operava do nascer ao por do sol (HJ).
No aeroporto estavam instaladas e em operação escolas de aviação de asa fixa e rotativa, além do Aeroclube do Estado de Minas Gerais, responsáveis pela formação de profissionais da aviação. O aeródromo encerrou as atividades no dia 1° de abril de 2023, sendo excluído definitivamente do cadastro de aeroportos da ANAC em julho do mesmo ano.

## História
O aeroporto foi construído num terreno que fazia parte da fazenda Celeste Império, do Coronel Alípio de Melo. À época, o secretário de agricultura, Israel Pinheiro, cedeu uma sala da Secretaria de Agricultura, nas dependências da Feira de Amostras, local onde hoje funciona a Estação Rodoviária, para que o Aeroclube pudesse funcionar.
Com a inauguração do Aeroporto Carlos Prates, a diretoria do Aeroclube de Minas Gerais fez gestões junto ao poder público para melhorar as condições do Aeroporto da Pampulha, que era uma base militar, ou para que fosse construído um novo aeroporto junto ao Carlos Prates para atender a aviação civil e comercial. Chegou-se mesmo a considerar a possibilidade de destinar o Aeroporto Carlos Prates à aviação civil e o da Pampulha à militar. Essa hipótese foi descartada, tendo em vista o tamanho das pistas e as condições físicas que ambos apresentavam.
O Aeroporto Carlos Prates a partir de 1973 passou a ser administrado pela Infraero. Ele teve as pistas de táxi pavimentadas e ampliadas e o terminal de passageiros reformado.
A partir de 1995 a Infraero intensificou suas ações para a consolidação do aeroporto. O Aeroporto de Carlos Prates era vocacionado para a aviação aerodesportiva, aviação geral de pequeno porte e a aviação de asa rotativa (helicópteros). Além de ser um pólo formador de profissionais da aviação. As pistas e pátios foram recapeados e foi criada uma nova área para a construção de hangares, com via de acesso exclusiva.

## Fechamento
Após vários acidentes e em função de sua inserção em área urbanizada, o governo federal decidiu que o aeroporto encerraria suas atividades em 1° de abril de 2023. Inicialmente previsto para ser concedido à iniciativa privada, foi excluído da lista de concessões com a decisão sobre seu fechamento, anunciada em setembro de 2020.
O aeroporto foi desativado na data prevista, sendo excluído definitivamente da base de aeroportos da Agência Nacional de Aviação Civil em julho do mesmo ano.

### Impacto e Controvérsia
A Associação Brasileira de Aviação Geral (ABAG) expressou preocupação com o fechamento do Aeroporto Carlos Prates, citando a necessidade de mais infraestrutura aeronáutica, não menos. A ABAG destacou a importância do aeroporto para a formação de pilotos e para o transporte aéreo de pacientes de cidades menores. A associação também questionou a decisão de usar a área do aeroporto para projetos de habitação, argumentando que há outros espaços em Belo Horizonte onde poderiam ser construídas casas ou edifícios.

### Novo bairro
Para pleitear a transferência da área do extinto aeroporto à sua propriedade, a Prefeitura de Belo Horizonte elaborou e apresentou à união um plano de ocupação para a área, planejando implantar no local habitação e equipamentos públicos variados, além de obras de mobilidade para melhorar o acesso à região.

## Características
- Sítio Aeroportuário

Área: 547.586,99 m² 
- Pátio das Aeronaves

Área: 3.501 m² 
- Terminal de Passageiros

Área(m²):  322 
- Estacionamento

Capacidade: 50 vagas 
- Estacionamento de Aeronaves

Nº de Posições: 03 posições